# Discografia di Blake Shelton
Questa è la discografia completa della cantautore statunitense country Blake Shelton. Comprende, fino al 2020, dodici album in studio, tre EP, cinque compilation, cinquanta singoli per la Giant Records e Warner Music Group. Il cantante ha venduto in tutto il mondo oltre 13 milioni di album e più di 52 milioni di singoli.

## Album

### Album in studio
| Anno                                                       | Album | Posizioni in classifica | Posizioni in classifica | Posizioni in classifica | Posizioni in classifica | Posizioni in classifica | Certificazioni               | Vendite                          |
| Anno                                                       | Album | U.S.                    | U.S. Country            | AUS                     | CAN                     | UK Country              | Certificazioni               | Vendite                          |
| ---------------------------------------------------------- | --- | ----------------------- | ----------------------- | ----------------------- | ----------------------- | ----------------------- | ---------------------------- | -------------------------------- |
| 2001                                                       | Blake Shelton - Pubblicazione: 31 luglio 2001 - Formati: CD, download digitale                            | 43                      | 3                       | —                       | —                       | —                       | - RIAA:Platino               | - U.S.: 1 000 000                |
| 2003                                                       | The Dreamer - Pubblicazione: 4 febbraio 2003 - Formati: CD, download digitale                             | 8                       | 2                       | —                       | —                       | —                       | - RIAA: Oro                  | - U.S.: 500 000                  |
| 2004                                                       | Blake Shelton's Barn & Grill - Pubblicazione: 26 ottobre 2004 - Formati: CD, download digitale            | 20                      | 3                       | —                       | —                       | —                       | - RIAA: Platino              | - U.S.: 1 000 000                |
| 2007                                                       | Pure BS - Pubblicazione: 1 maggio 2004 - Formati: CD, music download                                      | 8                       | 2                       | —                       | —                       | —                       | - RIAA: Oro                  | - U.S.: 500 000                  |
| 2008                                                       | Startin' Fires - Pubblicazione: 18 novembre 2008 - Formati: CD, download digitale, streaming              | 34                      | 7                       | —                       | —                       | —                       |                              |                                  |
| 2011                                                       | Red River Blue - Pubblicazione: 12 giugno 2011 - Formati: CD, download digitale, streaming                | 1                       | 1                       | 100                     | 13                      | —                       | - RIAA: 2x Platino           | - U.S.: 2 000 000                |
| 2012                                                       | Cheers, It's Christmas - Pubblicazione: 2 ottobre 2012 - Formati: CD, download digitale, streaming        | 8                       | 2                       | —                       | 19                      | —                       | - RIAA: Oro - MC: Oro        | - U.S.: 688 000 - CAN.: 40 000   |
| 2013                                                       | Based on a True Story... - Pubblicazione: 26 marzo 2013 - Formati: CD, download digitale, streaming       | 3                       | 1                       | 38                      | 3                       | —                       | - RIAA: 2x Platino - MC: Oro | - U.S.: 2 000 000 - CAN.: 40 000 |
| 2014                                                       | Bringing Back the Sunshine - Pubblicazione: 30 settembre 2014 - Formati: CD, download digitale, streaming | 1                       | 1                       | 46                      | 4                       | 2                       | - RIAA: Platino              | - U.S.: 1 000 000                |
| 2016                                                       | If I'm Honest - Pubblicazione: 20 maggio 2016 - Formati: CD, download digitale, streaming                 | 3                       | 1                       | 13                      | 3                       | 2                       | - RIAA: Oro                  | - U.S.: 630 000 - CAN.: 40 000   |
| 2017                                                       | Texoma Shore - Pubblicazione: 3 novembre 2017 - Formati: CD, download digitale, streaming                 | 4                       | 1                       | 23                      | 11                      | 12                      | - RIAA: Oro                  | - U.S.: 500 000                  |
| 2021                                                       | Body Language - Pubblicazione: 21 maggio 2021 - Formati: CD, download digitale, streaming                 | 18                      | 3                       | —                       | 50                      | —                       |                              |                                  |
| Il simbolo "—" indica un mancato piazzamento in classifica | |                         |                         |                         |                         |                         |                              |                                  |

### Compilation
| Anno | Album | Posizioni in classifica | Posizioni in classifica | Posizioni in classifica | Posizioni in classifica | Certificazioni        | Vendite                       |
| Anno | Album | U.S.                    | U.S. Country            | AUS                     | CAN                     | Certificazioni        | Vendite                       |
| ---- | --- | ----------------------- | ----------------------- | ----------------------- | ----------------------- | --------------------- | ----------------------------- |
| 2009 | Blake Shelton – The Essentials - Pubblicazione: 22 dicembre 2009 - Formati: CD, download digitale         | —                       | —                       | —                       | —                       |                       |                               |
| 2010 | Loaded: The Best of Blake Shelton - Pubblicazione: 9 novembre 2010 - Formati: CD, download digitale       | 18                      | 4                       | —                       | —                       | - RIAA: Platino       | - U.S.: 1 000 000             |
| 2012 | Original Album Series - Pubblicazione: 26 settembre 2012 - Formati: CD, download digitale                 | —                       | 50                      | —                       | —                       |                       |                               |
| 2015 | Reloaded: 20 #1 Hits - Pubblicazione: 23 ottobre 2015 - Formati: CD, music download                       | 5                       | 2                       | —                       | 12                      |                       | - U.S.: 370 000               |
| 2019 | Fully Loaded: God's Country - Pubblicazione: 13 dicembre 2019 - Formati: CD, download digitale, streaming | 2                       | 1                       | 95                      | 11                      | - RIAA: Oro - MC: Oro | - U.S.: 500 000 - CAN: 40 000 |

### Extended Play
| Anno | Album                                                                                                 | Posizioni in classifica | Posizioni in classifica | Certificazioni | Vendite         |
| Anno | Album                                                                                                 | U.S.                    | U.S. Country            | Certificazioni | Vendite         |
| ---- | --- | ----------------------- | ----------------------- | -------------- | --------------- |
| 2008 | Blake Shelton: Collector's Edition - Pubblicazione: 26 febbraio 2008 - Formati: CD, download digitale | —                       | 27                      |                |                 |
| 2010 | Hillbilly Bone - Pubblicazione: 2 marzo 2010 - Formati: CD, download digitale                         | 3                       | 2                       |                | - U.S.: 370 000 |
| 2010 | Original Album Series - Pubblicazione: 10 agosto 2010 - Formati: CD, download digitale                | 6                       | 1                       |                | - U.S.: 230 000 |
| 2017 | Blake Shelton Live - Pubblicazione: 25 agosto 2017 - Formati: CD, music download                      | —                       | —                       |                |                 |

## Singoli

### Singoli dal 2000 al 2009
| Anno                                                       | Titolo                             | Posizioni in classifica | Posizioni in classifica | Posizioni in classifica | Posizioni in classifica | Certificazioni e vendite | Album                        |
| Anno                                                       | Titolo                             | U.S.                    | U.S. Country            | CAN                     | CAN Country             | Certificazioni e vendite | Album                        |
| ---------------------------------------------------------- | ---------------------------------- | ----------------------- | ----------------------- | ----------------------- | ----------------------- | ------------------------ | ---------------------------- |
| 2001                                                       | Austin                             | 18                      | 1                       | —                       | —                       | - RIAA:Platino           | Blake Shelton                |
| 2001                                                       | All Over Me                        | —                       | 18                      | —                       | —                       |                          | Blake Shelton                |
| 2002                                                       | Ol' Red                            | —                       | 14                      | —                       | —                       | - RIAA: Platino          | Blake Shelton                |
| 2002                                                       | The Baby                           | 28                      | 1                       | —                       | —                       | - RIAA: Oro              | The Dreamer                  |
| 2003                                                       | Heavy Liftin                       | —                       | 32                      | —                       | —                       |                          | The Dreamer                  |
| 2003                                                       | Playboys of the Southwestern World | —                       | 24                      | —                       | —                       |                          | The Dreamer                  |
| 2004                                                       | Some Beach                         | 28                      | 1                       | —                       | —                       | - RIAA: Oro              | Blake Shelton's Barn & Grill |
| 2005                                                       | Goodbye Time                       | 73                      | 10                      | —                       | —                       |                          | Blake Shelton's Barn & Grill |
| 2005                                                       | Nobody but Me                      | 74                      | 4                       | —                       | —                       |                          | Blake Shelton's Barn & Grill |
| 2006                                                       | Don't Make Me                      | 79                      | 12                      | —                       | 34                      |                          | Pure BS                      |
| 2007                                                       | The More I Drink                   | —                       | 19                      | —                       | 48                      |                          | Pure BS                      |
| 2008                                                       | Home                               | 41                      | 1                       | —                       | 36                      | - RIAA: Oro              | Pure BS                      |
| 2008                                                       | She Wouldn't Be Gone               | 43                      | 1                       | 70                      | 7                       | - RIAA: Oro              | Startin' Fires               |
| 2009                                                       | I'll Just Hold On                  | 76                      | 8                       | —                       | 40                      |                          | Startin' Fires               |
| 2009                                                       | Hillbilly Bone (con Trace Adkins)  | 40                      | 1                       | 84                      | 8                       | - RIAA: Platino          | Hillbilly Bone               |
| Il simbolo "—" indica un mancato piazzamento in classifica |                                    |                         |                         |                         |                         |                          |                              |

### Singoli 2010 - 2020
| Anno                                                       | Titolo                               | Posizioni in classifica | Posizioni in classifica | Posizioni in classifica | Posizioni in classifica | Certificazioni e vendite            | Album                        |
| Anno                                                       | Titolo                               | U.S.                    | U.S. Country            | CAN                     | CAN Country             | Certificazioni e vendite            | Album                        |
| ---------------------------------------------------------- | ------------------------------------ | ----------------------- | ----------------------- | ----------------------- | ----------------------- | ----------------------------------- | ---------------------------- |
| 2010                                                       | All About Tonight                    | 37                      | 1                       | 63                      | 3                       |                                     | All About Tonight            |
| 2010                                                       | Who Are You When I'm Not Looking     | 46                      | 1                       | 72                      | 3                       | - RIAA:Platino                      | All About Tonight            |
| 2011                                                       | Honey Bee                            | 13                      | 1                       | 28                      | 1                       | - RIAA: 3x Platino                  | Red River Blue               |
| 2011                                                       | God Gave Me You                      | 22                      | 1                       | 38                      | 1                       | - RIAA: 3x Platino                  | Red River Blue               |
| 2012                                                       | Drink on It                          | 39                      | 1                       | 53                      | 1                       | - RIAA:Platino                      | Red River Blue               |
| 2012                                                       | Over                                 | 43                      | 1                       | 59                      | 1                       | - RIAA:Platino                      | Red River Blue               |
| 2013                                                       | Sure Be Cool If You Did              | 28                      | 1                       | —                       | —                       | - RIAA: 2x Platino - MC: Platino    | Based on a True Story…       |
| 2013                                                       | Boys 'Round Here (con Pistol Annies) | 12                      | 2                       | 12                      | 1                       | - RIAA: 3x Platino - MC: 3x Platino | Based on a True Story…       |
| 2013                                                       | Mine Would Be You                    | 28                      | 2                       | 35                      | 1                       | - RIAA: Platino - MC: Platino       | Based on a True Story…       |
| 2014                                                       | Doin' What She Likes                 | 35                      | 3                       | 35                      | 1                       | - RIAA: Platino - MC: Oro           | Based on a True Story…       |
| 2014                                                       | My Eyes (con Gwen Sebastian)         | 39                      | 4                       | 38                      | 1                       | - RIAA: Oro - MC: Oro               | Based on a True Story…       |
| 2014                                                       | Neon Light                           | 43                      | 3                       | 49                      | 1                       | - RIAA: Oro - MC: Oro               | Bringing Back the Sunshine   |
| 2014                                                       | Lonely Tonight (con Ashley Monroe)   | 47                      | 2                       | 42                      | 1                       | - RIAA: Oro - MC: Oro               | Bringing Back the Sunshine   |
| 2015                                                       | Sangria                              | 38                      | 3                       | 43                      | 1                       | - RIAA: Platino - MC: Platino       | Bringing Back the Sunshine   |
| 2015                                                       | Gonna (con Trace Adkins)             | 54                      | 4                       | 69                      | 1                       | - RIAA: Oro                         | Bringing Back the Sunshine   |
| 2016                                                       | Came Here to Forget                  | 36                      | 2                       | 56                      | 1                       | - RIAA: Platino - MC: Oro           | If I'm Honest                |
| 2016                                                       | Savior's Shadow                      | —                       | 50                      | —                       | —                       |                                     | If I'm Honest                |
| 2016                                                       | She's Got a Way with Words           | 61                      | 8                       | 76                      | 2                       | - RIAA: Platino - MC: Oro           | If I'm Honest                |
| 2016                                                       | A Guy with a Girl                    | 42                      | 3                       | 77                      | 1                       | - RIAA: Platino - MC: Oro           | If I'm Honest                |
| 2017                                                       | Every Time I Hear That Song          | 56                      | 8                       | 100                     | 2                       | - RIAA:Oro                          | If I'm Honest                |
| 2017                                                       | I'll Name the Dogs                   | 56                      | 6                       | 78                      | 1                       | - RIAA:Platino                      | Texoma Shore                 |
| 2018                                                       | I Lived It                           | 63                      | 8                       | —                       | 3                       | - RIAA: 2x Platino - MC: Oro        | Texoma Shore                 |
| 2018                                                       | Turnin' Me On                        | —                       | 14                      | —                       | 20                      |                                     | Texoma Shore                 |
| 2019                                                       | God's Country                        | 17                      | 1                       | 25                      | 4                       | - RIAA: 3x Platino - MC: Platino    | Fully Loaded : God's Country |
| 2019                                                       | Hell Right (con Trace Adkins)        | 99                      | 14                      | —                       | 36                      | - RIAA: Oro - MC: Oro               | Fully Loaded : God's Country |
| 2020                                                       | Nobody but You (con Gwen Stefani)    | 18                      | 2                       | 49                      | 19                      | - RIAA: Platino - MC: Platino       | Fully Loaded : God's Country |
| 2020                                                       | Happy Anywhere (con Gwen Stefani)    | 45                      | 9                       | 45                      | 2                       | - RIAA: Platino - MC: Platino       | Body Language                |
| Il simbolo "—" indica un mancato piazzamento in classifica |                                      |                         |                         |                         |                         |                                     |                              |

### Collaborazioni
| Anno                                                       | Titolo                                                             | Posizioni in classifica | Posizioni in classifica | Posizioni in classifica | Posizioni in classifica | Posizioni in classifica | Posizioni in classifica | Posizioni in classifica | Posizioni in classifica | Certificazioni e vendite | Album                              |
| Anno                                                       | Titolo                                                             | U.S.                    | U.S. Country            | U.S. Adult              | CAN                     | CAN Country             | AUS                     | UK                      | SCO                     | Certificazioni e vendite | Album                              |
| ---------------------------------------------------------- | ------------------------------------------------------------------ | ----------------------- | ----------------------- | ----------------------- | ----------------------- | ----------------------- | ----------------------- | ----------------------- | ----------------------- | ------------------------ | ---------------------------------- |
| 2012                                                       | Just a Fool (Christina Aguilera feat. Blake Shelton)               | 71                      | —                       | 23                      | 37                      | —                       | —                       | —                       | —                       |                          | Lotus                              |
| 2014                                                       | Medicine (Shakira feat. Blake Shelton)                             | —                       | —                       | —                       | 90                      | —                       | —                       | —                       | —                       |                          | Shakira                            |
| 2016                                                       | Forever Country (Artists of Then, Now & Forever)                   | 21                      | 1                       | —                       | 25                      | 34                      | 26                      | —                       | 29                      | - RIAA: Oro              | Singolo                            |
| 2017                                                       | You Make It Feel like Christmas (Gwen Stefani feat. Blake Shelton) | —                       | —                       | 9                       | —                       | —                       | —                       | 71                      | 51                      | - RIAA: Oro              | You Make It Feel like Christmas    |
| 2019                                                       | Dive Bar (Garth Brooks feat. Blake Shelton)                        | 78                      | 19                      | —                       | —                       | 42                      | —                       | —                       | —                       |                          | Fun                                |
| 2020                                                       | Get Ready (Pitbull feat. Blake Shelton)                            | —                       | —                       | —                       | —                       | —                       | —                       | —                       | —                       |                          | Libertad 548                       |
| 2024                                                       | Pour Me a Drink (Post Malone feat. Blake Shelton)                  | —                       | —                       | —                       | —                       | —                       | —                       | —                       | —                       |                          | F-1 Trillion                       |
| 2025                                                       | New Country (Noah Cyrus feat. Blake Shelton)                       | —                       | —                       | —                       | —                       | —                       | —                       | —                       | —                       |                          | I Want My Loved Ones To Go With Me |
| Il simbolo "—" indica un mancato piazzamento in classifica |                                                                    |                         |                         |                         |                         |                         |                         |                         |                         |                          |                                    |